# Братанники
Брата́нники (рос. Братанники) — присілок у складі Макушинського округу Курганської області, Росія.
Населення — 93 особи (2010, 188 у 2002).
Національний склад станом на 2002 рік:
- росіяни — 88 %